# Список умерших в 980 году
В этой статье представлен список известных людей, умерших в 980 году.
- См. также: Категория:Умершие в 980 году

## Январь
- 15 января — Бертольд Швейнфуртский — граф (941), граф в Раденцгау (960), граф в нижнем Наабе (961), граф в Фолькфельде (973), маркграф (976), граф в восточной Франконии (980).

## Точная дата смерти неизвестна
- Абу Мансур аль-Азхари — арабский лексикограф, филолог и грамматик арабского языка.
- Вава ад-Димашки — арабский поэт
- Видукинд Корвейский — немецкий историк
- Герберт III д’Омуа — граф Омуа с 943 года
- Гуннхильд Мать Конунгов — жена короля Норвегии Эйрика I Кровавая Секира, получившая своё прозвище за то, что родила мужу восьмерых сыновей: Гамли, Гутторма, Харальда II Серая Шкура, Рагнфрёда, Эрлинга, Гудрёда, Сигурда и Рёгнвальда
- Домналл Уа Нейлл — король Айлеха (943—980), верховный король Ирландии (956—980)
- Йефет бен Али — караимский поэт, экзегет, комментатор и переводчик Библии на арабский язык.
- Олаф III — король Йорка (941—944, 949—952) и Дублина (945—947, 952—980)
- Торвальд Асвальдсон — норвежец, живший в X веке, многие потомки и предки которого были первооткрывателями новых земель
- Абу-ль-Хасан аль-Уклидиси — арабский математик.